# Blodhemn
Blodhemn este cel de-al patrulea album de studio al formației Enslaved. Este primul album de studio cu Roy Kronheim și Dirge Rep.
În 2013 a fost relansat de casa de discuri Osmose Productions pe disc vinil maro (limitat la 100 copii) și disc vinil negru (limitat la 400 copii).
Revista Terrorizer a clasat Blodhemn pe locul 35 în clasamentul "Cele mai bune 40 de albume ale anului 1998".

## Lista pieselor
1. "Intro. "Audhumla; Birth Of The Worlds"" - 01:11
2. "I lenker til Ragnarok" (În lanțuri până la Ragnarök) - 05:38
3. "Urtical Gods" - 03:19
4. "Ansuz Astral" - 04:54
5. "Nidingaslakt" - 03:22
6. "Eit auga til Mimir" (Un ochi pentru Mimir) - 04:24
7. "Blodhemn" (Răzbunare în sânge) - 05:32
8. "Brisinghamen" - 03:30
9. "Suttungs mjød" (Miedul lui Suttung) / "Outro. "Perkulator"" - 07:47

## Personal
- Grutle Kjellson - vocal, chitară bas
- Ivar Bjørnson - chitară, sintetizator
- Roy Kronheim - chitară
- Dirge Rep - baterie